# Salix feddei
Salix feddei är en videväxtart som beskrevs av Leveille. Salix feddei ingår i släktet viden, och familjen videväxter. Inga underarter finns listade i Catalogue of Life.